# Холл, Стивен (писатель)
Сти́вен Холл (род. 1975, Манчестер) — британский писатель.

## Биография
Стивен Холл вырос в Глоссопе, Дербишир. Прежде чем перебраться в Шеффилд для обучения на факультете изящных искусств, он успел поработать ассистентом фотографа и даже частным детективом.
Рассказ Холла «Истории для телефонного справочника» вошел в антологию New Writing 13 (издательство British Council/Picador, 2005). Два года спустя его первый роман «Дневники голодной акулы» (англ. The Raw Shark Texts, русский перевод названия не отображает содержащегося в оригинале намёка на тесты Роршаха) был опубликован в Великобритании издательством Canongate.
Один из отзывов о романе, размещенных на сайте blogcritics.org, гласит:
Быть может, раз в десятилетие выходит подлинно визионерский роман… который устраивает в литературе капитальную встряску и открывает доселе невиданные горизонты.
«Дневники голодной акулы» получили премию «Оригинальные голоса Borders», премию Сомерсета Моэма и вошли в шорт-лист премии Артура Ч. Кларка. Книга переведена более чем на тридцать языков (на русский язык — Георгием Яропольским) и в настоящее время экранизируется.
Кроме того, Холл является автором аудио-пьес по мотивам широко известного цикла «Доктор Кто», а также создал несколько музыкальных клипов и др.
Сейчас Стивен Холл живёт в Престоне и работает над вторым романом.